# Прованские Альпы
Прованские Альпы — горы, часть Альп на юго-востоке Франции, в области Прованс.
Основные массивы и вершины:
- Труа-Эвеше
  - Тет-де-л'Эстро (2961 м)
- Предальпы Динь
  - Монж (2115 м)
- Предальпы Кастеллан
  - Пюи-де-Ран (1996 м)

Иногда к Прованским Альпам относят часть Приморских Альп, в частности, массив Пела.